# Detlef Thomsen

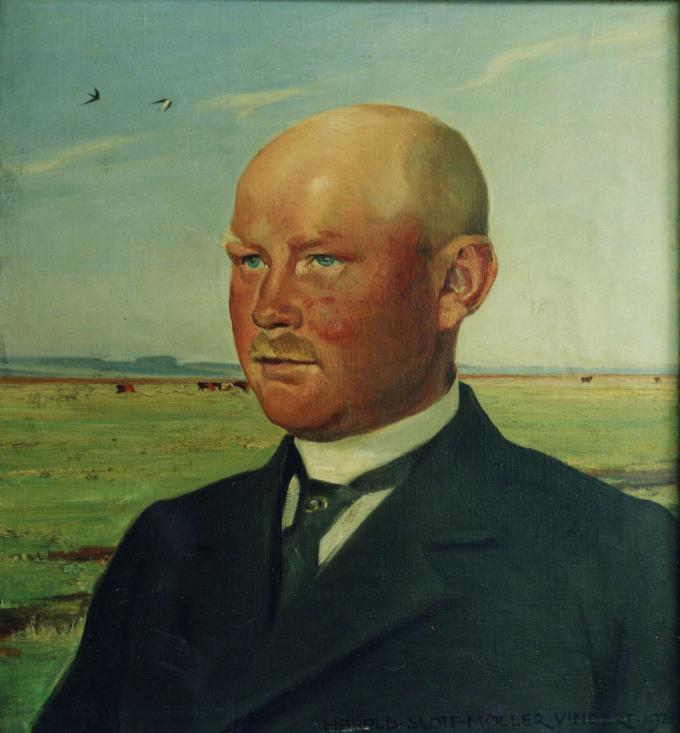
Harald Slott-Møller, Detlef Thomsen, Flensborghus.

Detlef Thomsen (* 8. Juli 1880 in Winnert; † 11. Februar 1954 ebenda) war ein deutscher Politiker der Schleswig-Holsteinischen Bauern- und Landarbeiterdemokratie (SHBLD).

## Leben und Beruf
Nach dem Besuch der Volksschule in Winnert war Thomsen, der evangelischen Glaubens war, ab 1896 in der Landwirtschaft tätig. 1907 übernahm er den väterlichen Hof. Im Ersten Weltkrieg war er beim Train und der Infanterie eingesetzt.
Thomsen war stellvertretender Vorsitzender des Bauernvereins des Nordens.

## Abgeordneter
Von 1912 bis 1918 war Thomsen Gemeindevertreter in Winnert. Er wurde 1919 als einziger Abgeordneter der SHBLD in die Weimarer Nationalversammlung gewählt, wo er bei der Fraktion der DDP hospitierte. Am 8. Juli 1919 legte er sein Abgeordnetenmandat nieder. Für ihn rückte am 1. August 1919 Philipp Johannsen nach.